# Karya (Tessaglia)
Karya (in greco Καρυά?) è una ex comunità della Grecia nella periferia della Tessaglia di 1 068 abitanti secondo i dati del censimento 2001.
È stata soppressa a seguito della riforma amministrativa detta Programma Callicrate in vigore dal gennaio 2011 ed è ora compresa nel comune di Elassona.